# Mary Roos
Mary Roos (nascuda com a Rosemarie Schwab el 9 de gener de 1949) és una cantant i actriu alemanya.

## Biografia

### 1949-1970
Schwab va néixer a Bingen. Als nou anys, va gravar la seva primera cançó "Ja die Dicken sind ja so gemütlich" com a Die kleine Rosemarie. No va tenir un gran èxit comercial. El 1958, també va aparèixer a la pel·lícula Die Straße. Durant els anys següents va publicar molts discos i també va participar en molts concursos de cant. El seu primer èxit a les llistes va arribar l'any 1965, quan el senzill "Geh nicht den Weg" va assolir el número 36. El 1969, va participar al Gran Premi RTL International amb la cançó "Die Legende der Liebe". El mateix any, va tornar a assolir les llistes de singles amb "Das hat die Welt noch nicht erlebt", va assolir el 19è lloc. El seu primer èxit el va aconseguir l'any 1970 amb la cançó "Arizona Man". Va assolir el número 9 a les llistes de singles i segueix sent el seu únic top deu. El mateix any, va participar per primera vegada a la final nacional alemanya del Festival d'Eurovisió. Va ser escollida per participar en l'últim minut Edina Pop va haver de retirar-se del concurs perquè va caure malalta i Mary Roos va ser escollida per cantar "Bei jedem Kuss". Va quedar segona conjuntament entre els sis participants; no obstant això, la cançó mai va ser gravada.

### 1971-1983
A principis de la dècada de 1970, Roos va tenir el seu propi programa de televisió a la televisió alemanya. Al mateix temps, va intentar començar una carrera a França, on va interpretar el paper principal al musical Un enfant dans la ville al costat de Michel Fugain però només va tenir un parell d'èxits populars amb "L'Autoroute", "Amour Toujours", "Je C'est I, Tu C'Est You", "L'Amour En Blue Jean" i "Les Petits Soldats". El 1972, va entrar per segona vegada a la final nacional alemanya del Festival d'Eurovisió. Amb la seva cançó "Nur die Liebe läßt uns leben" va quedar segona després de la primera ronda de votacions a només un punt de Cindy &amp; Bert, però va aconseguir la victòria general després de la segona ronda de votacions. Després de la repetició de la cançó guanyadora, va ser esbroncada fora de l'escenari i la seva victòria va provocar un enrenou a Alemanya ja que no va ser la guanyadora de la primera ronda de votacions i per la seva mediocre interpretació vocal. En una entrevista posterior, va afirmar que no esperava guanyar i que ja s'estava desmaquillant quan la van cridar de nou a l'escenari. Tanmateix, al Festival de la Cançó d'Eurovisió de 1972 a Edimburg, va quedar tercera per Alemanya. La cançó va ser un èxit a Alemanya, arribant al número 17 a les llistes de singles. Durant la dècada dels 70 va continuar publicant senzills i àlbums i va ser una convidada freqüent en espectacles de música, tot i que no va tenir més èxits importants. El 1975, va tornar a participar en la final nacional alemanya i va acabar tercera amb "Eine Liebe ist wie ein Lied". La seva quarta participació a la final nacional va tenir lloc l'any 1982, on va competir entre d'altres contra el seu aleshores marit Werner Böhm. Va interpretar el duet "Lady" amb David Hanselmann i va acabar sisena de dotze participants, però, la cançó va ser comercialment la segona més exitosa de l'any.

### 1984-avui
L'any 1984, Roos va participar en la final nacional alemanya del Festival de la Cançó d'Eurovisió per cinquena i última vegada fins ara i es va tornar a endur la victòria: "Aufrecht geh'n" va guanyar el bitllet per al Festival d'Eurovisió 1984. En el concurs, la cançó només va rebre 34 punts i va quedar 13è entre els 19 concursants. Mary Roos va ser culpada d'una mala interpretació vocal que, segons ella, va ser causada per una crisi emocional després de la seva separació del seu marit Werner Böhm. "Aufrecht geh'n" també seria la seva última aparició a les llistes de singles fins al 1999, quan va llançar una versió alemanya de la cançó de Cher "Believe" ("Leider lieb ich dich immer noch"). Avui en dia, encara té molts concerts en directe i es diu que és una de les cantants més venudes del gènere schlager. El 1985, Roos va interpretar algunes cançons de CC Catch i Modern Talking en alemany, com ara "You're My Heart, You're My Soul" (com "Ich bin Stark, nur mit Dir") i "I Can Lose My Hear Tonight".

## Vida personal
De 1981 a 1989, Roos es va casar amb el cantant Werner Böhm (conegut com Gottlieb Wendehals). És la germana de Tina York, una altra cantant schlager popular a Alemanya.

## Discografia

### Singles
| Any  | Single                             | Llistes ALE |
| ---- | ---------------------------------- | ----------- |
| 1965 | Geh nicht den Weg                  | 36          |
| 1969 | Das hat die Welt noch nicht erlebt | 19          |
| 1970 | Das best an Dir                    | 33          |
| 1970 | Home d'Arizona                     | 9           |
| 1971 | Am Anfang war die Liebe            | 36          |
| 1972 | Nur die Liebe läßt uns leben       | 17          |
| 1972 | Er bleibt hier (für immer)         | 39          |
| 1973 | Fremdes Mädchen                    | 45          |
| 1973 | Geh nicht den Weg                  | 36          |
| 1973 | Lieber John                        | 40          |
| 1975 | Eine Liebe és wie ein Lied         | 50          |
| 1975 | Stop, mach das nochmal             | 40          |
| 1979 | Ich werde geh'n heute Nacht        | 25          |
| 1982 | Senyora                            | 31          |
| 1984 | Aufrecht geh'n                     | 56          |
| 1999 | Leider lieb ich Dich noch immer    | 87          |

### Àlbums
- Lieber John (1973)
- Mary Roos (1976)
- Ich bin Mary (1977)
- Maryland (1978)
- Was ich fühle (1981)
- Leben spür'n (1982)
- Alles was ich will (1987)
- Mehr als ein Gefühl (1992)
- Rücksicht (1995)
- Heiß und Kalt (1997)
- Mitttendrin (1997)
- Schlager-Party amb Mary Roos (1999)
- Meine Besten (2000)
- Roosige Zeiten (2000)
- Leben für Musik (2001)
- Achterbahn (2003)
- Augenblicke (2003)
- Herzen zu verschenken (2003)
- Mein Porträt (2003)
- Leben (2005)
- Meine größten Hits (2006)
- Immer wieder (2006)
- Was ich fühle (2007)
- Hautnah (2007)
- Gezeiten (2009)
- Bis hierhin ... und weiter (2011)
- Denk was du willst (2013)
- Bilder meines Lebens (2015)
- Ab jetzt nur noch Zugaben! (2017)
- Abenteuer Unvernunft (2018)